# Archibald Selwyn
Archibald Selwyn, chiamato familiarmente Arch (1877 – Los Angeles, 21 luglio 1959), è stato un produttore teatrale statunitense.

## Biografia
Nato in Canada, fu un uomo di teatro. Produttore tra i più noti dell'inizio Novecento, insieme al fratello Edgar Selwyn fondò la società The Selwyns, una compagnia proprietaria di numerosi teatri in diverse città degli Stati Uniti e produttrice di spettacoli di successo.
Nel 1914, produsse un film, The Jungle, sceneggiato da Margaret Mayo, commediografa e moglie di suo fratello Edgar.
Morì a Los Angeles nel 1959.

## Filmografia
- The Jungle, regia di George Irving, John H. Pratt e Augustus E. Thomas (1914)

## Spettacoli teatrali
- The Depths, di Hans Mueller (Broadway, 27 gennaio 1925)
- Charlot Revue (Broadway, 10 dicembre 1925)
- Easy Virtue (Broadway, 7 dicembre 1925)
- The Monkey Talks (Broadway, 28 dicembre 1925)
- Fakir Rahman Bey (Broadway, 25 maggio 1926)
- The Ghost Train (Broadway, 25 agosto 1926)
- The Garden of Eden (Broadway, 27 ottobre 1927)
- This Year of Grace (Broadway, 7 dicembre 1928)
- Many Waters (Broadway, 25 ottobre 1929)
- The Middle Watch (Broadway, 16 ottobre 1929)
- Bitter Sweet (Broadway, 5 dicembre 1929)
- Wake Up and Dream (Broadway, 30 dicembre 1929)
- A Kiss of Importance (Broadway, 1º dicembre 1930)
- The Devil Passes (Broadway, 4 gennaio 1932)
- A Thousand Summers (Broadway, 24 maggio 1932)
- Evensong (Broadway, 31 gennaio 1933)
- Forsaking All Others (Broadway, 1º marzo 1933)
- Lady Jane (Broadway, 10 ottobre 1934)
- Continental Varieties (Broadway, 3 ottobre 1934)
- Conversation Piece (Broadway, 23 ottobre 1934)
- L'Aiglon, di Edmond Rostand (Broadway, 3 dicembre 1934)
- Revenge with Music, di Howard Dietz (Broadway, 28 dicembre 1934)
- Foreigners, di Frederick Lonsdale (Broadway, 5 dicembre 1939)